# Інокентій VII
Іноке́нтій VII (лат. Innocentius PP. VII; Козімо Джентіле Мільораті, італ. Cosimo Gentile Migliorati; 1336 — 6 листопада 1406) — папа римський з 17 жовтня 1404 по 6 листопада 1406 року.
Колишній кардинал-архієпископ Равенни. Його дворічний понтифікат нічого не поміняв у складній ситуації католицької церкви, що була під загрозою розколу. В цей період в Рим прибув Джанфранческо Поджо Браччоліні (1380—1459) — італійський гуманіст, який обійняв посаду папського секретаря. Його послугами користувались сім наступних пап.

Інокентій VII похований в Соборі Святого Петра.